# Аминта (син на Николай)
Вижте пояснителната страница за други личности с името Аминта.
Аминта (на старогръцки: Ἀμύντας, Амюнтас, † 325 г. пр. Хр.) е македонски войник и сатрап на Александър Велики.
Той е син на Николай от Алорос. Вероятно е брат на генерал Пантавх.
Взема участие в похода в Азия на Александър и той го прави през есента 328 г. пр. Хр. сатрап на провинция Бактрия на мястото на убития Клит Черния.  Той получава 400 войника под командването на Коин. С тях той потушава въстание в Бактрия.
През пролетта 327 г. пр. Хр. Аминта получава допълнително 10 000 инфантеристи и 3500 кавалеристи от главната войска. Повечето от тези войници се бунтуват през 325 г. пр. Хр., след фалшивото съобщение за смъртта на Александър в Индия.
Аминта вероятно е убит при това въстание. За 323 г. пр. Хр. е назован Филип като притежател на Бактрия, който преди това е сатрап в Согдиана.